# Forgiven, Not Forgotten (canción)
«Forgiven, Not Forgotten» (en inglés por: «Perdonado, No Olvidado») es una canción de la banda irlandesa The Corrs. Warner Records lanzó la canción como segundo sencillo del álbum de estudio debut de la banda, Forgiven, Not Forgotten, en febrero de 1996. En los Estados Unidos, Atlantic Records publicó «The Right Time» como segundo sencillo del álbum, con «Forgiven, Not Forgotten» como el tercer sencillo.

## Composición

### Letra: la dramática historia narrada
La letra de «Forgiven, Not Forgotten» fue escrita por Andrea Corr y se centra en el tema del suicidio. Ella describe en tercera persona el dolor por la pérdida de un ser querido:  —«“Pero ahora los recuerdos de un hombre atormentan sus días y el anhelo nunca se desvanece”»—, mientras que simultáneamente contemplando el suicidio: —«“Deseando adiós a su vida”»—. Una narrativa inusualmente pesada para el público, por lo que el tema está disfrazado y sólo se hace evidente después de varias escuchas.
El tema musical consta también frases como —«“Y el peluche tuerto que yace sobre la cama”»— y muchas referencias a "corazones sangrantes", "tumbas heladas" y "noches negras", tratando de describir la soledad, depresión y sufrimiento que padece una mujer ante la muerte y abandono de su amado hombre, al que ha perdonado, no olvidado.
En una entrevista realizada en septiembre de 1997 con la revista irlandesa Hot Press, en referencia al tema de la canción, Andrea Corr comentó:

«"Tienes que estar en un estado de ánimo inadecuado para suicidarte, porque todo en tu cuerpo te dice que vivas. Sin embargo, aunque amo demasiado la vida como para hacerlo, me atrae explorar el tema del suicidio, el hecho de nuestra propia mortalidad"».

### Producción musical
«Forgiven, Not Forgotten» se abre con un motivo de piano con teclado melódico de cuatro compases con percusión. Elementos que incluyen un bodhrán y un Hi hat de batería programado. La dinámica general del volumen es tranquila, lo que prepara la producción para un mayor desarrollo. El teclado se le ha dado una sensación de coherencia espacial mediante la aplicación de reverberación y retrasos en las negras. El bodhrán ha sido desplazado hacia la izquierda y tratado con un filtro de paso alto, y se refleja en un charles rítmico programado y panorámico opuesto. El filtrado de paso alto del bodhrán no es tan agresivo y la frecuencia de corte es audible más bajo. El patrón rítmico del bodhrán se basa principalmente en corcheas consistentes y enfatiza el contratiempo.
Se produce un cambio aparente en la textura en el compás treinta y seis, uniendo el primer estribillo con el segundo verso como un aumento en el contorno dinámico. Esto se debe a la adición de un contrastante kit de batería programado estrechamente sincronizado que se destaca en la mezcla, una guitarra rítmica eléctrica saturada, una combinación compuesta de guitarra acústica y piano acústico y una voz principal más espesa. La batería cuenta con un bombo muy comprimido y rico en bajas frecuencias. La guitarra rítmica eléctrica saturada es la segunda característica más destacada después de la voz principal y presenta un directo semi-improvisado actuación. La actuación incluye silenciamiento de palma rítmico y variable entre las notas.

### Producción vocal

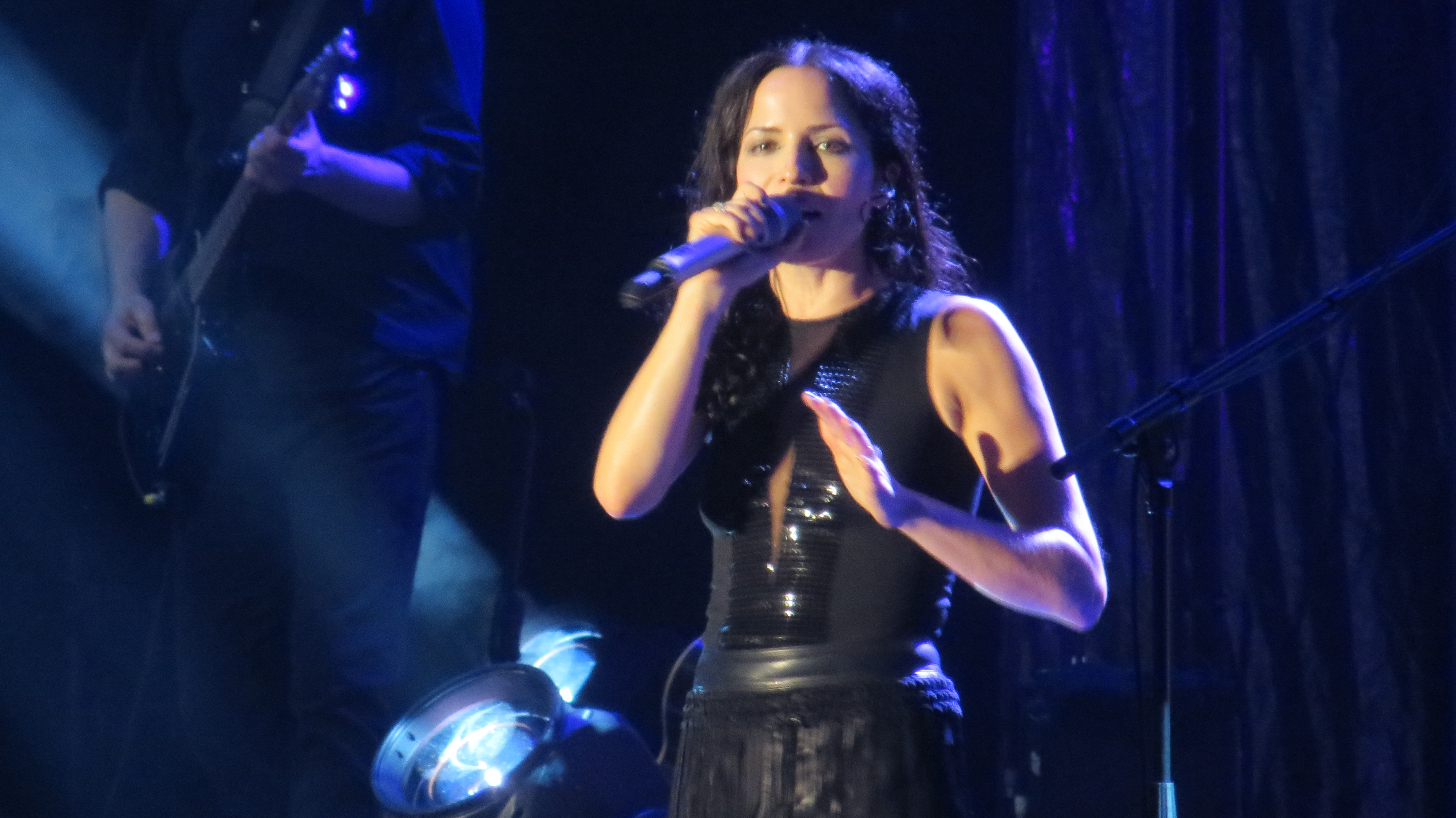
Andrea Corr, la escritora y voz principal de Forgiven, Not Forgotten.

La voz de Andrea Corr es más prominente en la mezcla y está tratada con brillantes retrasos y reverberación, particularmente audible al final de cada frase lírica. Su voz ha sido ligeramente comprimida para prolongar el inicio del crujido audible al —«“ver pasar su vida”»— y equilibrar el nivel general. Este crujido gutural se utiliza con efectos emocionales para sugerir dolor personal y comunicar el emoción de manera efectiva. Cada línea vocal ha sido cuidadosamente articulada para expresar el máximo contenido emocional a través de una expresión vocal imaginativa y al mismo tiempo lograr tono y sincronización perfectos.
Todos los hermanos Corr participan en esta grabación vocal. El arreglo vocal está formado por Jim. (panorámica a la derecha) que expresa la línea de tenor, Sharon y Caroline (panorámica a la izquierda) que expresan el contralto línea juntos y Andrea (centro panorámico) quien expresa la melodía. Sharon y Caroline seleccionan el frase —«“Estás perdonado, no olvidado”»—, Jim omite la letra —«“tú eres”»— y todos cantan armonías que siga la melodía. Este arreglo vocal es un sonido característico de The Corrs.

## Recepción crítica
La canción recibió críticas regulares. En general la se le reconoce el gran nivel musical con la calidad de instrumentos protagonistas en la misma, especialmente el complemento celta que se le añade al instrumental rock-pop. Por otro lado, se le describió como una canción tranquila, muy sentimental,, dramática y triste.
El crítico Susan Cruickshank del sitio web AllMusic especializado en música, elogió la canción por los instrumentos empleados para componer el tema, desde la batería, teclados, guitarra y violín, pero además añadiendo los instrumentos tradicionales irlandeses como el bodhran y el tin whistle que añaden un giro a las melodías en el tema principal.
El analista musical Benjamin Jack de Sputnikmusic describió el tema diciendo: «"tiende a ser que las pistas más tranquilas a menudo se vuelven demasiado cargadas de sentimentalismo, un rasgo que no es lamentable per se, pero que mina parte de la producción inusualmente vivaz del álbum."»
La periodista Valerie Loftus del periódico irlandés The Daily Edge catalogó al sencillo como "bueno", destacando fuertes raíces tradicionales con tintes celtas; además describió las notas musicales como "dramáticas". Mientras su colega del mismo periódico, Nicola Byrne, describió a «Forgiven, Not Forgotten» desde el punto de vista emocional como una de sus canciones más pesimistas de la banda.

## Video musical
El director del videoclip fue Mark Gerard. Justo un día después de que se filmara este video, los Corrs también estaban filmando el video de su próximo sencillo, «The Right Time».
El tema del vídeo es oscuro y melancólico, lo que encaja con la letra más seria sobre alguien que se suicidó y dejó a otra persona atrás. Toda la banda está vestida de negro, el maquillaje de la chica es muy pálido y no hay muchas sonrisas. El video en sí es bastante discreto pero efectivo al mostrar a los Corrs en una plataforma giratoria con varios paisajes que aparecen detrás de ellos. «Forgiven, Not Forgotten» se rodó en Santa Mónica, California.
La plataforma no solo provocó náuseas a algunos de los espectadores, sino que Andrea se sintió mareada después de estar en el escenario dando vueltas durante horas. El rodaje duró aproximadamente de 7:00 am a 11:00 pm para filmar.

## Apariciones
The Corrs aparecen interpretando la canción en la serie estadounidense de Beverly Hills 90210 en el episodio "Turn Back The Clock" en 1996. Tocaron en un concierto de Año Nuevo en el Peach Pit mientras el drama se desarrollaba a su alrededor.

## Lista de canciones
- Sencillo en casete del Reino Unido

| N.º | Título                                               | Duración |  |
| 1.  | «Forgiven, Not Forgotten» (versión LP)               | 4:16     |  |
| 2.  | «Forgiven, Not Forgotten» (versión acústica en vivo) | 3:54     |  |

- Sencillo en CD y en casete en Estados Unidos

| N.º | Título                                              | Duración |  |
| 1.  | «Forgiven, Not Forgotten» (versión radio del álbum) | 4:16     |  |
| 2.  | «Forgiven, Not Forgotten» (versión radio del álbum) | 3:54     |  |

- Maxisencillo en Europa y Australia

| N.º | Título                                              | Duración |  |
| 1.  | «Forgiven, Not Forgotten» (versión radio del álbum) | 4:16     |  |
| 2.  | «Forgiven, Not Forgotten» (versión radio del álbum) | 3:54     |  |
| 3.  | «Heaven Knows» (versión LP)                         | 4:18     |  |

## Posicionamiento en listas

### Semanales
| País (Lista 1996)                 | Mejor posición |
| --------------------------------- | -------------- |
| Australia (ARIA)                  | 15             |
| Canadá (Adult Contemporary) (RPM) | 43             |
| Canadá (Top Singles) (RPM)        | 31             |
| España (Los 40 Principales)       | 35             |
| Reino Unido (UK Singles Chart)    | 155            |

## Historial de lanzamientos
| País           | Fecha               | Discográfica                                  | Formato                | Ref.   |
| -------------- | ------------------- | --------------------------------------------- | ---------------------- | ------ |
| Irlanda        | Febrero de 1996     | 143 Records - Atlantic Records - Lava Records | —                      | —      |
| Estados Unidos | 16 de julio de 1996 | 143 Records - Atlantic Records - Lava Records | Contemporary hit radio | [ 15 ] |
| Reino Unido    | 22 de julio de 1996 | 143 Records - Atlantic Records - Lava Records | CD - Cassette          | [ 16 ] |